# Glenn Medeiros (álbum de 1990)
| Críticas profissionais | Críticas profissionais |
| Avaliações da crítica  | Avaliações da crítica  |
| Fonte                  | Avaliação              |
| ---------------------- | ---------------------- |
| allmusic               | [ 1 ]                  |

Glenn Medeiros é o terceiro álbum de estúdio do cantor Glenn Medeiros, lançado em 1990 pela gravadora Amhstein Records. O single "She Ain't Worth It", parceria com o cantor Bobby Brown, alcançou o primeiro lugar na Billboard Hot 100 e Cash Box Top 100.
O álbum alcançou a posição #93 na Billboard R&B/Hip-Hop Albums, dos Estados Unidos.

## Desempenho nas paradas musicais
Álbum
| Parada musical (1990)                         | Melhor posição |
| --------------------------------------------- | -------------- |
| Estados Unidos (Billboard R&B/Hip-Hop Albums) | 93             |

Singles
| Single                   | Ano  | Tabela                                             | Posição |
| ------------------------ | ---- | -------------------------------------------------- | ------- |
| "She Ain't Worth It"     | 1990 | Canadá (RPM 100 Singles)                           | 9       |
| "She Ain't Worth It"     | 1990 | Estados Unidos (Cash Box Top 100 Pop Singles)      | 1       |
| "She Ain't Worth It"     | 1990 | Estados Unidos (Billboard Hot 100)                 | 1       |
| "She Ain't Worth It"     | 1990 | Estados Unidos (Billboard Hot Dance Singles Sales) | 17      |
| "She Ain't Worth It"     | 1990 | Estados Unidos (Billboard R&B/Hip-Hop Songs)       | 43      |
| "All I'm Missing Is You" | 1990 | Canadá (RPM 40 Adult Contemporary)                 | 18      |
| "All I'm Missing Is You" | 1990 | Canadá (RPM 100 Singles)                           | 65      |
| "All I'm Missing Is You" | 1990 | Estados Unidos (Billboard Hot 100)                 | 32      |
| "Me - U = Blue"          | 1990 | Canadá (RPM 40 Adult Contemporary)                 | 38      |
| "Me - U = Blue"          | 1990 | Estados Unidos (Billboard Hot 100)                 | 78      |